# 道裏区
道裏区（どうり-く）は、中華人民共和国黒竜江省ハルビン市に位置する市轄区。区人民政府の所在地は安化街103号。

## 地理
アムール川（黒龍江）の最大支流である松花江が北西から北東にかけて流れている。ハルビン太平国際空港近くの南部域に立功ダム（中文：立功水庫）と八一ダム（中文：八一水庫）がある。

## 歴史
道裏区の旧称は埠頭区である。清代はニングタ将軍（後に吉林将軍）アルチュカ副都統（阿勒楚喀副都統）の管轄地であった。1989年（光緒24年）以降は東清鉄道が建設され、鉄道の西側を道裏、東側を道外と称すようになった。
1907年（光緒33年）、東清鉄道管理局局長ドミトリー・ホルヴァートが『哈爾浜自治公議会章程』を公布、埠頭区と新市街（現在の南崗区）の約7平方キロメートルを市区としロシア人によるハルビン自治会議の管轄としてから、中国大街（現在の中央大街）を中心に金融街が形成されていった。
中華民国が成立すると1926年3月30日に東省特別区市政管理局はロシア人による公議会を解散させ、哈爾浜自治臨時委員会が設立、同年6月17日より埠頭区及び新市街が哈爾浜特別市の管轄とされた。
国共内戦の結果共産党軍が哈爾浜を支配した1946年、埠頭区が道裏区に改称され現在に至っている。

## 行政区画
下部に19街道、4鎮を管轄：
- 街道弁事処：兆麟街道、新陽路街道、撫順街道、共楽街道、新華街道、城郷路街道、工農街道、尚志街道、スターリン街道（斯大林街道）、通江街道、経緯街道、工程街道、安静街道、安和街道、正陽河街道、建国街道、康安街道、愛建街道、群力街道
- 鎮：太平鎮、新発鎮、新農鎮、楡樹鎮

## 教育

### 大学
- 哈爾浜応用職業技術学院（中国語版）

## 交通

### 航空
- ハルビン太平国際空港（哈爾浜太平国際機場）：太平鎮にある全国十大空港の一つ。

### 鉄道
- ハルビン地下鉄
  - 2号線
  - 3号線

### 道路
- 高速道路
  - ハルビン環状高速道路
  - ハルビン空港高速道路

- 国道
  -  G211国道

- 県道
  -  032県道

## 健康・医療・衛生
- 哈爾浜市第一医院　（1981年：新潟市民病院と医学学術交流を締結）
- 哈爾浜医科大学附属第一医院
- ハルビン市道裏区人民医院
- ハルビン市紅十字会
- ハルビン市紅十字中心医院